# Tel Chaj
Tel Chaj (hebrejsky תל חי‎, anglicky Tel Hai, doslova Kopec života) je název bývalé židovské osady v Horní Galileji. Byla založena v roce 1905, kdy byla Palestina součástí Osmanské říše. Byla zničena 1. března 1920 při útoku libanonských beduínů. V současnosti je součástí kibucu Kfar Gil'adi.

## Poloha

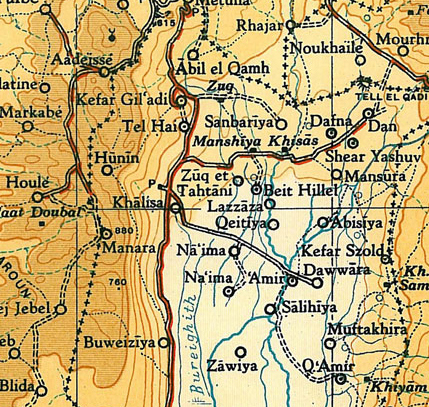
Mapka zobrazující polohu Tel Chaj v roce 1946

Osada Tel Chaj se nacházela na severozápadním okraji Chulského údolí v Horní Galileji. Ležela v nadmořské výšce 247 m n. m. na úpatí pohoří Hory Naftali, které tvoří hranici s Libanonem. Svahy hor jsou zčásti pokryty lesy.

## Historie
V roce 1893 zakoupil Edmond James de Rothschild prostřednictvím Židovského kolonizačního sdružení přibližně 13 000 hektarů půdy v této oblasti. Většina této půdy (asi 10 000 hektarů) byla součástí vesnice Am Segula (dnes Metula), založené v roce 1896. Část území však zůstala nezastavěná a v roce 1905 zde skupina šesti lidí založila osadu Tel Chaj. Jeden z osadníků z osady odešel a přestěhoval do údolí, kde pěstoval bavlnu. V roce 1907 zde byla postavena řada hospodářských a obytných budov. V té době se obyvatelé živili především zemědělstvím. V roce 1916 se do osady přestěhovali strážci z obranné organizace ha-Šomer. Jejich přítomnost umožnila rozvoj pastevectví. V létě 1918 se zde usadila pracovní skupina vedená Davidem Baumem a Kalmanem Cohenem. Na konci první světové války byly Metula a Tel Chaj okupovány Francií, přičemž později se staly součástí Francouzského mandátu Sýrie a Libanonu (na základě Sykes–Picotovy dohody z roku 1916). Britové založili na jihu Britský mandát Palestina a zatímco čekali, až Francouzi nastolí novou vládu na severu, vyklidili většinu osad v pohraniční oblasti s Libanonem. Francouzi však vykonávali svou moc uvolněně, což podporovalo vznik nepokojů. Na vytvoření Velké Sýrie se tehdy podílela řada Arabů. Důsledkem bylo zesílení panarabských zvyklostí a vypuknutí bojů v Libanonu a Sýrii. Pohraniční oblast byla považována za zemi nikoho. V oblasti se nacházelo sedm židovských osad. Obyvatelé těchto osad se cítili ohroženi, a proto si založili vlastní sebeobranu. Arabové usilovali o svržení Francouzského mandátu Sýrie a Libanonu a obviňovali Židy ze zvýhodňování francouzských úřadů. K prvnímu arabskému útoku na Tel Chaj došlo již 12. prosince 1919). V lednu 1920, v souvislosti s rostoucími arabskými nepokoji, uprchlo z Metuly více než 100 obyvatel (v noci z 8. na 9. února 1920 byl mošav Metula vypleněn). V Tel Chaj tehdy žilo 20 lidí. Z důvodu rostoucí arabské hrozby požádali o pomoc Jišuv. V reakci na to dorazilo několik dobrovolníků v čele se sionistickým aktivistou Josefem Trumpeldorem. Obránci měli nedostatek zbraní. Osada se skládala z několika vzájemně propojených budov, které obklopovalo nádvoří. Osada připomínala pevnost. Koncem února 1920 navrhl Vladimír Žabotinský evakuaci osady, s čímž ovšem zástupci hnutí nesouhlasili.
Dne 19. února 1920 zaútočily francouzské jednotky na skupinu ozbrojených Arabů poblíž vesnice Al-Chalísa, kterou později srovnaly se zemí. Uprchlíci dorazili do Tel Chaj a kibucu Kfar Gil'adi, kde se chtěli ukrýt, ovšem jejich obyvatelé je odmítli ukrýt, protože prosazovali naprostou neutralitu ve francouzsko-syrské válce.

### Bitva u Tel Chaj
Dne 1. března 1920 přišlo do oblasti několik set beduínů, kteří byli vedeni Kamalem Effendinem. Židé je nechtěli pustit dovnitř, ovšem po vyjednávání vstoupilo několik beduínů na vnitřní nádvoří, aby zjistili, zda se tam neskrývají Francouzi. Při prohlídce hlavní budovy osady se Kamal Effendi rozhodl zabavit obyvatelům všechny zbraně. Když zabavovali zbraně, došlo k potyčce. Příčinou masakru byl pravděpodobně náhodný výstřel. Josef Trumpeldor a jeho společníci zahájili palbu na beduíny, kteří byli v domě a na nádvoří. Kamal a jeho muži se zabarikádovali na půdě, odkud střelbou způsobili obráncům osady velké ztráty. Střet trval několik hodin, poté se beduíni stáhli. Obránci večer opustili Tel Chaj a uprchli do sousedního kibucu Kfar Gil'adi. Poté uprchli ve skupině 30 lidí na severovýchod do kibucu Ajelet ha-Šachar. Budovy v Tel Chaj byly vypáleny.
V bitvě u Tel Chaj bylo zabito 8 Židů a 5 beduínů.

## Důsledky
Útok na Tel Chaj vyvolal znepokojení vůdců sionistického hnutí, kteří v následujících dnech opakovaně žádali britské úřady o zajištění bezpečnosti židovských osad a o zákaz arabských prosyrských shromáždění. Jejich žádosti však byly ignorovány. Obavy z dalších útoků a pogromů sílily poté, co byl 7. března 1920 emír Fajsal I. prohlášen králem Velké Sýrie, která měla zahrnovat také Palestinu. Stupňující se napětí vedlo k nepokojům v Nabí Músa (4. – 7. dubna 1920). V květnu 1920 vyslala britská vláda do Palestiny komisi, aby prošetřila příčiny a okolnosti nepokojů. Mezitím na hranicích bojovaly francouzské jednotky s arabskými povstalci a v červenci roku 1920 obnovily v regionu klid. V říjnu téhož roku se do opuštěných osad vrátila skupina židovských osadníků a zahájila úklidové práce. Na základě britsko-francouzské dohody bylo určeno, že má být oblast Metuly a Tel Chaj součástí Britského mandátu Palestina. Celý tento proces probíhal až do dubna 1924. Samotná osada Tel Chaj byla přestavěna v roce 1921 a v roce 1926 připojena ke kibucu Kfar Gil'adi.

## Význam
Obrana Tel Chaj a smrt jeho obránců se stala symbolem sionistického hnutí a Josef Trumpeldor byl považován za vzor odvahy a hrdinství. V roce 1926 byl na vojenském hřbitově v Kfar Gil'adi vztyčen pomník, na němž jsou vyryta Trumpeldorova poslední slova: „Je dobré zemřít za vlastní zemi“.
Trumpeldorův hrob každoročně 11. den jarního měsíce adar navštěvuje mnoho mladých Izraelců. Sousední město Kirjat Šmona bylo pojmenováno na počest padlých obránců v bitvě u Tel Chaj.

## Současné využití
Původní budovy v Tel Chaj byly zrekonstruovány. Budovy jsou z čediče a jsou pokryty červenými střešními taškami. Část obranné zdi byla přeměněna na muzeum, ve kterém se nachází historie osady. Nachází se zde také hostel. V blízkosti se nachází také vysoká škola.

## Galerie

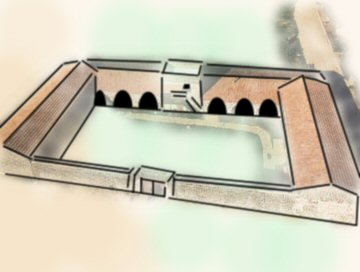
Kresba ukazující vzhled osady
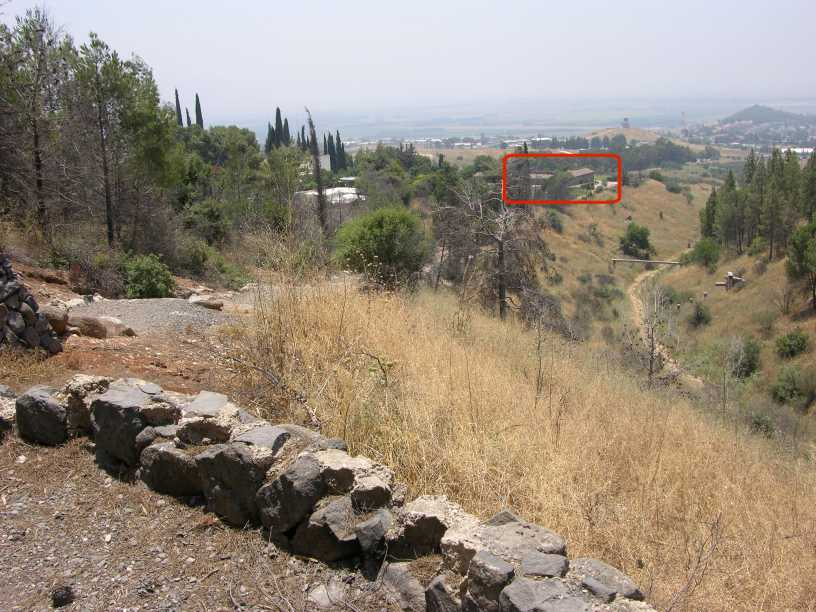
Cesta, po které obránci Tel Chaj uprchli do sousedního kibucu Kfar Gil'adi
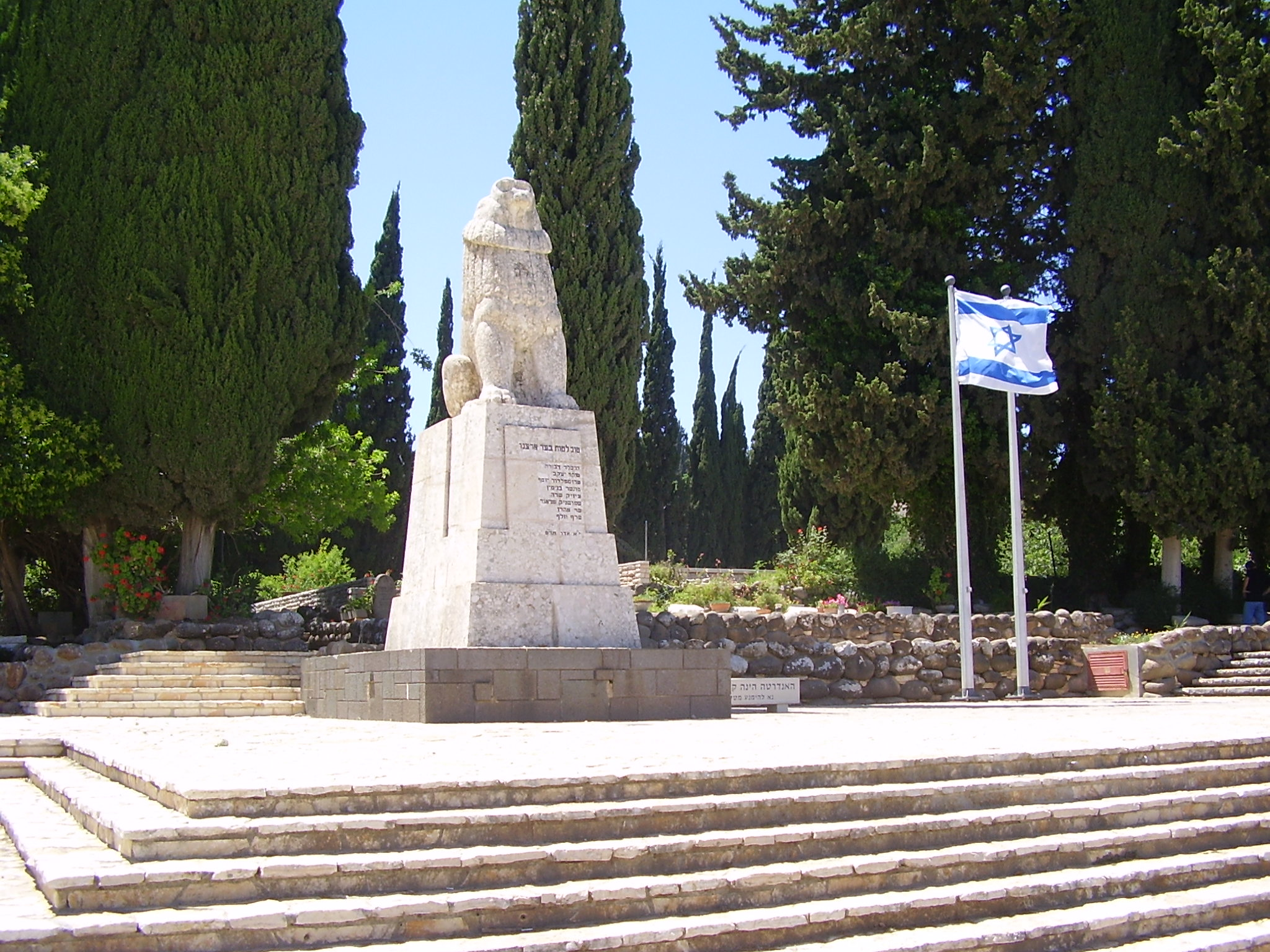
Pomník v Kfar Gil'adi
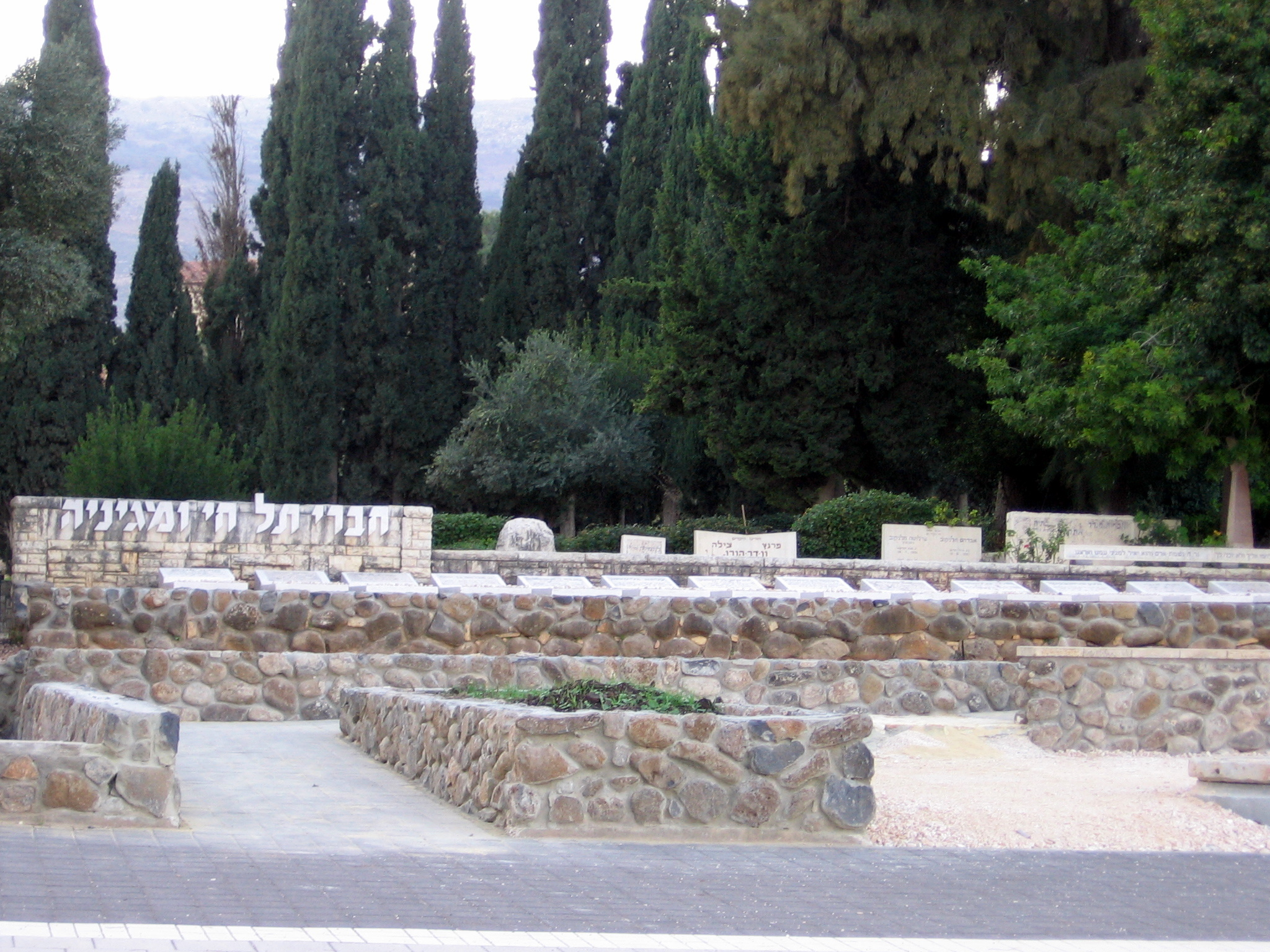
Hroby obránců Tel Chaj na vojenském hřbitově v Kfar Gil'adi